# Echinopsis
Echinopsis Zucc., 1837 è un genere di piante succulente della famiglia delle Cactaceae.
Il nome del genere deriva dalla parola greca echinos (riccio di mare) e opsis (aspetto), in riferimento all'aspetto di queste piante, di forma globulare e ricoperte di spine, in modo tale da sembrare simili a ricci di mare.

## Descrizione

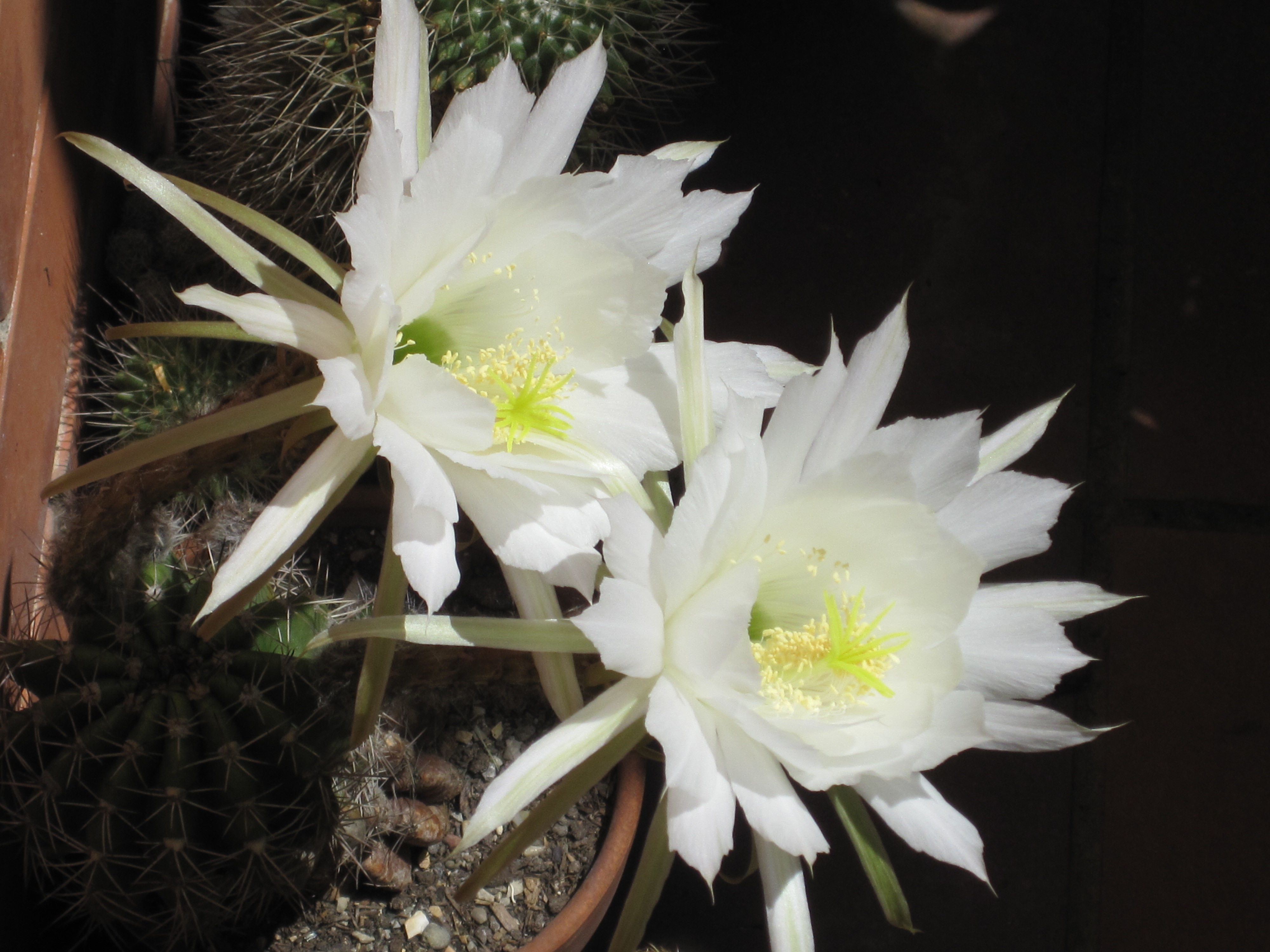
Fiori di Echinopsis sp.

Sono provviste di un fusto globoso, spesso allungato provvisto di costolature per tutta la sua lunghezza nelle quali si sviluppano le spine che altro non sono che le foglie trasformate che nascono da piccole protuberanze dette "areole".
I fiori sono molto grandi, appariscenti, di colore per lo più bianco-rosato variamente sfumati e profumati.

## Tassonomia

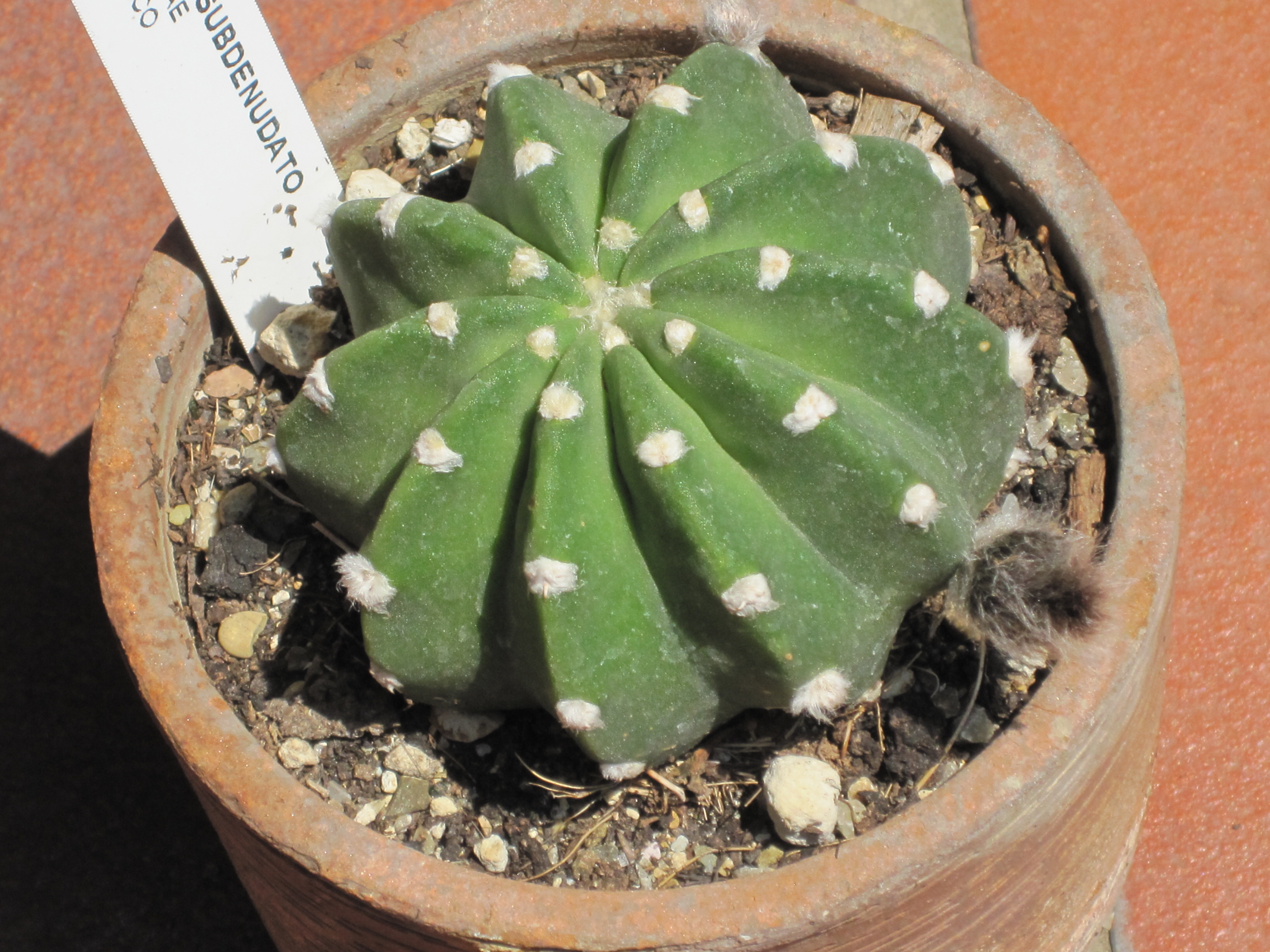
Echinopsis ancistrophora

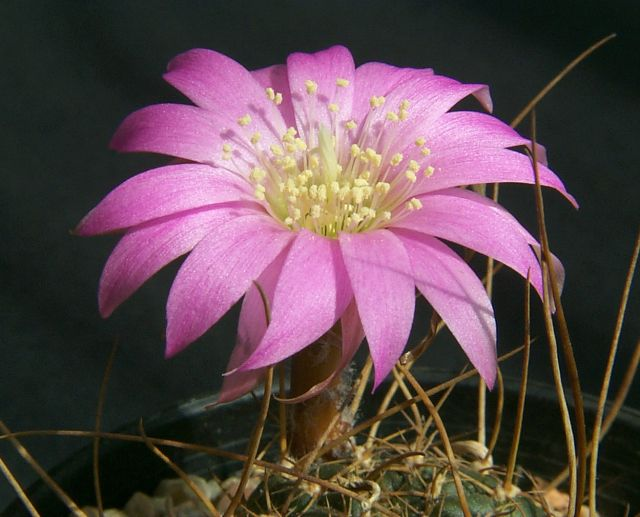
Echinopsis backebergii

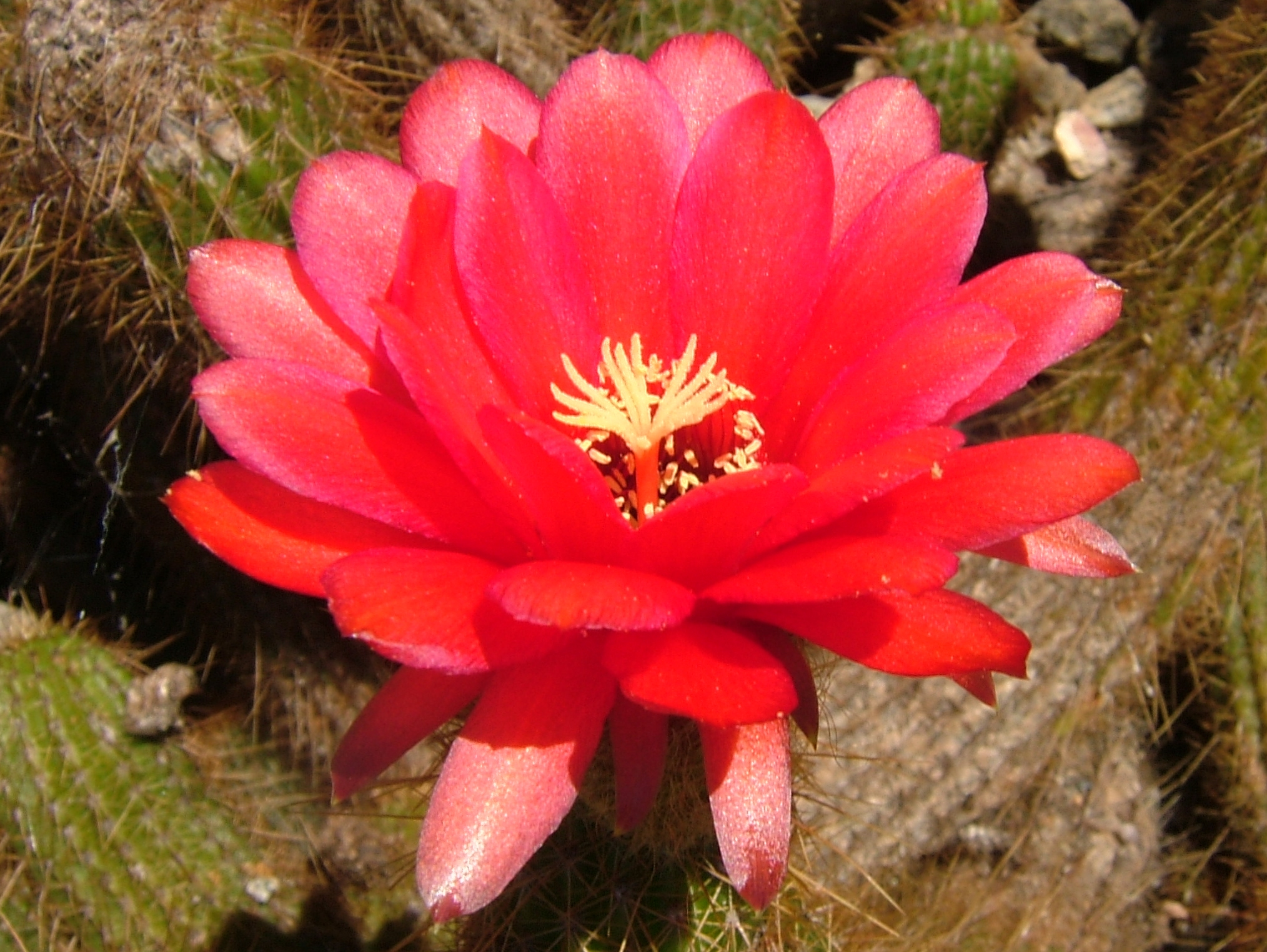
Echinopsis huascha

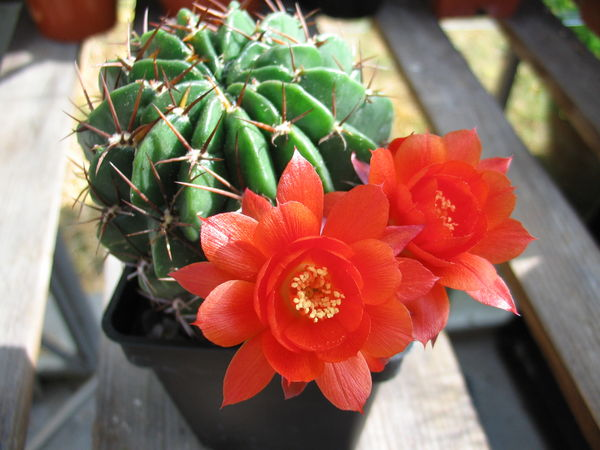
Echinopsis maximiliana

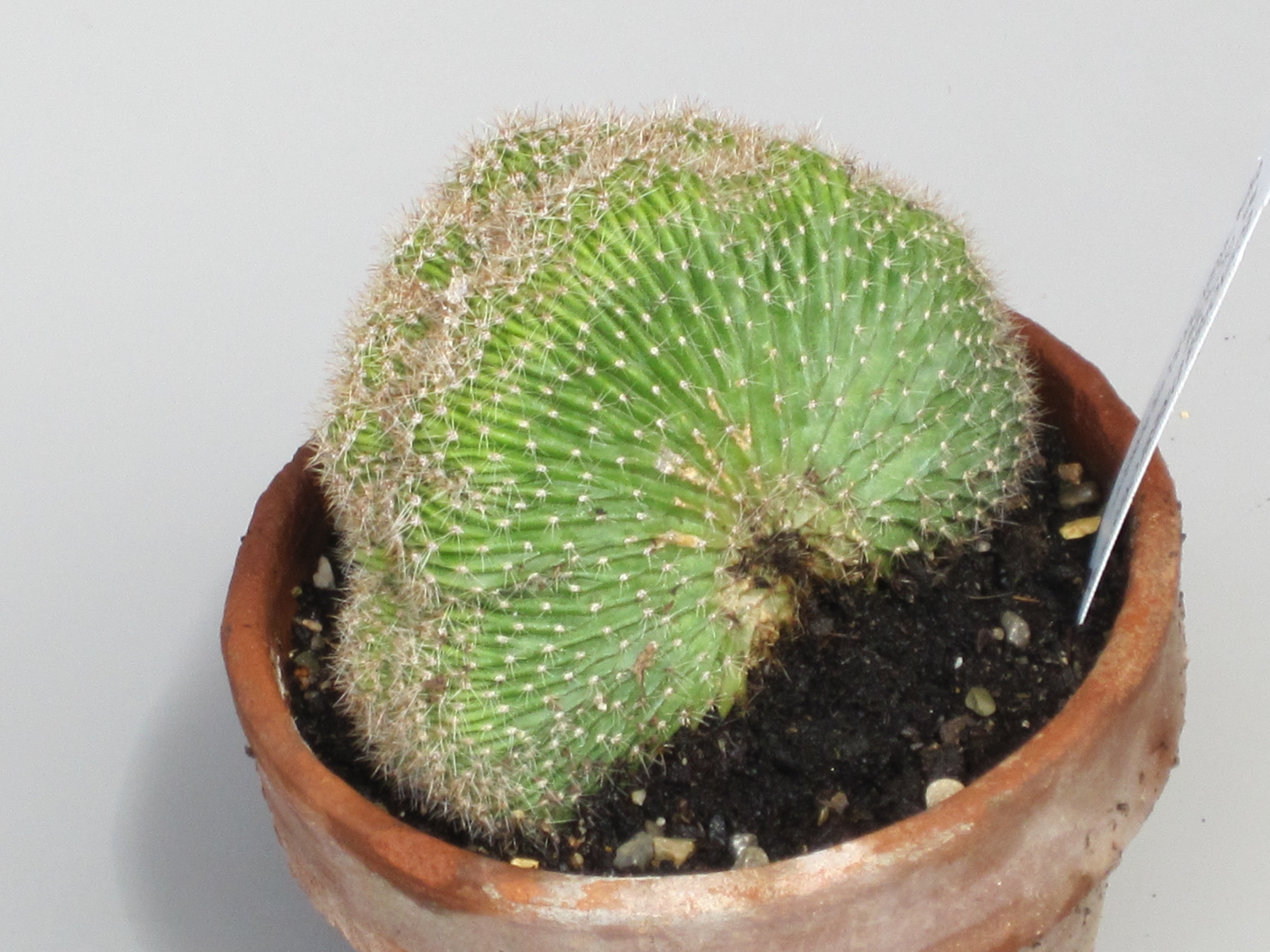
Echinopsis oxygona

Il genere comprende le seguenti specie:
- Echinopsis albispinosa K.Schum.
- Echinopsis ancistrophora Speg.
- Echinopsis angelesiae (R.Kiesling) G.D.Rowley
- Echinopsis arachnacantha (Buining & F.Ritter) Friedrich
- Echinopsis arboricola (Kimnach) Mottram
- Echinopsis aurea Britton & Rose
- Echinopsis ayopayana F.Ritter & Rausch
- Echinopsis backebergii Werderm.
- Echinopsis breviflora (Backeberg) M.Lowry
- Echinopsis bridgesii Salm-Dyck
- Echinopsis bruchii (Britton & Rose) H.Friedrich & Glaetzle
- Echinopsis × cabrerae (R.Kiesling) G.D.Rowley
- Echinopsis caineana (Cárdenas) D.R.Hunt
- Echinopsis calochlora K. Schum.
- Echinopsis calorubra Cárdenas
- Echinopsis camarguensis (Cárdenas) Friedrich & G.D.Rowley
- Echinopsis candicans (Gillies ex Salm-Dyck) D.R.Hunt
- Echinopsis cardenasiana (Rausch) Friedrich
- Echinopsis caulescens (F.Ritter) M.Lowry
- Echinopsis chalaensis (Rauh & Backeb.) H.Friedrich & G.D.Rowley
- Echinopsis chrysantha Werderm.
- Echinopsis chrysochete Werderm.
- Echinopsis cinnabarina (Hook.) Labouret
- Echinopsis clavata (F.Ritter) D.R.Hunt
- Echinopsis cuzcoensis (Britton & Rose) Friedrich & G.D. Rowley
- Echinopsis densispina Werderm.
- Echinopsis famatimensis (Speg.) Werderm.
- Echinopsis ferox (Britton & Rose) Backeb.
- Echinopsis formosa (Pfeiff.) Jacobi ex Salm-Dyck
- Echinopsis haematantha (Speg.) D.R.Hunt
- Echinopsis hahniana (Backeb.) R.S.Wallace
- Echinopsis hertrichiana (Backeb.) D.R.Hunt
- Echinopsis huascha (Web.) Friedrich & G.D.Rowley
- Echinopsis jajoana (Backeb.) Blossf.
- Echinopsis lageniformis (C.F.Först.) Friedrich & G.D.Rowley
- Echinopsis lateritia Gürke
- Echinopsis mamillosa Gürke
- Echinopsis marsoneri Werderm.
- Echinopsis maximiliana Heyder ex A.Dietr.
- Echinopsis minutiflora (Rausch) M.Lowry
- Echinopsis mirabilis Speg.
- Echinopsis obrepanda (Salm-Dyck) K.Schum.
- Echinopsis oligotricha (Cárdenas) M.Lowry
- Echinopsis oxygona Pfeiff. & Otto
- Echinopsis pampana (Britton & Rose) D.R.Hunt
- Echinopsis pamparuizii Cárdenas
- Echinopsis pentlandii (Hook.) Salm-Dyck ex A.Dietr.
- Echinopsis pugionacantha Rose & Boed.
- Echinopsis quadratiumbonata (F.Ritter) D.R.Hunt
- Echinopsis rauschii Friedrich
- Echinopsis rojasii Cárdenas
- Echinopsis rowleyi Friedrich
- Echinopsis sandiensis Hoxey
- Echinopsis schickendantzii F.A.C. Weber
- Echinopsis schieliana (Backeb.) D.R.Hunt
- Echinopsis serpentina M.Lowry & M.Mend.
- Echinopsis spachiana (Lem.) H.Friedrich & G.D.Rowley
- Echinopsis strigosa (Salm-Dyck) H.Friedrich & G.D.Rowley
- Echinopsis tacaquirensis (Vaupel) Friedrich & G.D.Rowley
- Echinopsis tegeleriana (Backeb.) D.R.Hunt
- Echinopsis thelegona (Web.) Friedrich & G.D.Rowley
- Echinopsis thelegonoides (Speg.) Friedrich & G.D.Rowley
- Echinopsis tiegeliana (Wessner) D.R.Hunt
- Echinopsis torrefluminensis M.Lowry
- Echinopsis vasquezii (Rausch) G.D.Rowley
- Echinopsis volliana (Backeb.) Friedrich & G.D.Rowley
- Echinopsis walteri (R.Kiesling) H.Friedrich & Glaetzle
- Echinopsis werdermannii Fric ex Fleisch.
- Echinopsis yuquina D.R.Hunt